# Энгельгардт, Александр Сергеевич
Александр Сергеевич Энгельгардт (1833—1889) — вице-директор Азиатского департамента, член Совета Министерства иностранных дел; тайный советник.

## Биография
Родился 13 (25) июня 1833 года. Происходил из смоленского дворянского рода Энгельгардтов; его отец Сергей Петрович Энгельгардт служил в то время в Одессе.
В 1851 году окончил Александровский лицей.
Был назначен вице-директором Азиатского департамента Министерства иностранных дел; 16 апреля 1867 года произведён в действительные статские советники. 
Умер 18 (30) июля 1889 года; похоронен на кладбище Новодевичьего монастыря в Петербурге, могила не сохранилась.
Более двадцати лет продолжалось его знакомство с дочерью Александра Дмитриевича Боровкова, Верой Александровной (1836—1913). Неоднократно назначался день свадьбы, но всякий раз откладывался. Только в конце жизни, 28 октября 1887 года, он, наконец, связал себя брачными узами.

## Награды
российские
- орден Св. Анны 3-й ст. (1860)
- орден Св. Станислава 2-й ст. (1862)
- орден Св. Владимира 3-й ст. (1869)

иностранные
- турецкий орден Меджидие 3-й ст. (1864)
- командорский крест греческого ордена Спасителя (1867)
- персидский орден Льва и Солнца 1-й ст. (1867)
- черногорский орден Князя Даниила I 1-й ст. (1869)